# John Letcher

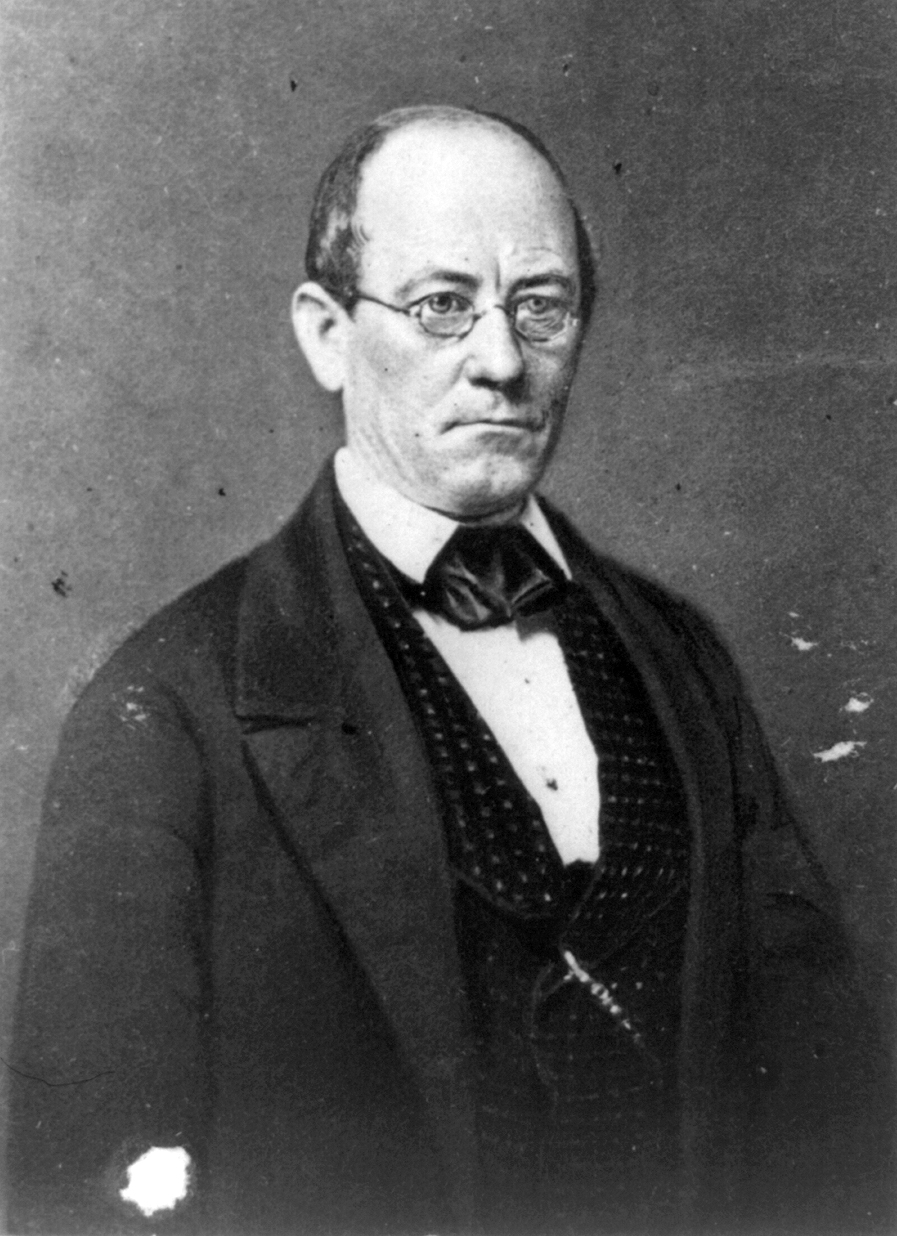
John Letcher

John Letcher (* 29. März 1813 in Lexington, Virginia; † 26. Januar 1884 ebenda) war ein US-amerikanischer Anwalt, Mitglied des Repräsentantenhauses der Vereinigten Staaten, Mitglied des Abgeordnetenhauses von Virginia und Gouverneur von Virginia.
Letcher wurde am 29. März 1813 in Lexington geboren und studierte Jura. Er war 1851 an der Ausarbeitung der Verfassung von Virginia beteiligt. Im gleichen Jahr wurde er als Demokrat in das Repräsentantenhaus der Vereinigten Staaten gewählt. Letcher wurde dreimal wiedergewählt und gehörte dem Kongress bis 1859 an. Am 1. Januar 1860 trat er sein Amt als Gouverneur von Virginia an. Eigentlich Gegner der Sezession schloss er sich ihr an, als Virginia den Austritt aus der Union erklärte. Im Sezessionskrieg wurde sein Haus von Unionstruppen abgebrannt und er selbst bei dessen Ende kurz inhaftiert. Trotzdem sprach er sich für die Versöhnung mit dem Norden aus. Er arbeitete wieder als Rechtsanwalt und war von 1875 bis 1877 Mitglied des Abgeordnetenhauses von Virginia.
Letcher starb am 26. Januar 1884 in Lexington.